# كأس تونس 2021–22

كأس تونس 2021-22 (كأس تونس أو كأس فرحات حشاد) هي النسخة التسعين من منافسات كأس تونس لكرة القدم. وتمَّ تنظيم المسابقة من الجامعة التونسية لكرة القدم وهي مفتوحة لجميع الأندية في تونس.

## النهائي
أقيمت المباراة النهائية يوم 10 سبتمبر 2022 في ملعب حمادي العقربي بتونس.
| '9 28' | حازم الحاج حسن عبد الله العمري |

| 0 | : | 2 | الشوط الأول |

## اُنظر أيضًا
- الرابطة التونسية المحترفة الأولى 2021–22

## روابط خارجية
- الجامعة التونسية لكرة القدم